# Cacostola apyraiuba
Cacostola apyraiuba là một loài bọ cánh cứng trong họ Cerambycidae.